# Finska mästerskapet i bandy 1970/1971
Finska mästerskapet i bandy 1970/1971 spelades som dubbelserie. WP -35 vann mästerskapet. WP -35:s Seppo Laakkonen vann skytteligan med 45 mål.

## Mästerskapsserien

### Slutställning
| Lag                  | Spelade | Vinster | Oavgjorda | Förluster | Målskillnad | Poäng |
| -------------------- | ------- | ------- | --------- | --------- | ----------- | ----- |
| Warkauden Pallo -35  | 14      | 11      | 2         | 1         | 99–30       | 25    |
| Veitsiluodon Vastus  | 14      | 8       | 4         | 2         | 72–29       | 20    |
| OLS                  | 14      | 10      | 0         | 4         | 73–50       | 20    |
| IFK Helsingfors      | 14      | 7       | 2         | 5         | 57–40       | 16    |
| Mikkelin Palloilijat | 14      | 5       | 3         | 6         | 52–50       | 13    |
| Borgå Akilles        | 14      | 4       | 1         | 9         | 30–71       | 9     |
| OPS                  | 14      | 4       | 0         | 10        | 39–79       | 8     |
| Lappeenrannan Pallo  | 14      | 1       | 0         | 13        | 20–93       | 2     |

LaPa åkte ur serien. Nykomling blev Warkauden Pallo-Pojat.

## Finska mästarna
WP -35: Olavi Toivonen, Pertti Koponen, Seppo Immonen, Martti Bräyschy, Kalevi Asp, Eino Hahkala, Leo Partanen, Seppo Laakkonen, Jaakko Lätti, Hannu Ojala, Esko Holopainen, Pauli Auvinen, Harri Laakkonen, Kari Tuovinen, Pauli Massinen, Eero Hautala, Raimo Tirkkonen, Seppo Koskinen.

### Fotnoter
1. ↑  finbandy.fi